# Ludwig Fahrnberger
Ludwig Fahrnberger (* 23. Juni 1904 in Göstling an der Ybbs; † 31. Jänner 1997 in Scheibbs) war ein österreichischer Politiker (ÖVP) und Landwirt. Fahrnberger war von 1959 bis 1969 Abgeordneter zum Landtag von Niederösterreich.

## Leben
Ludwig Fahrnberger, Sohn von Ludwig Fahrnberger (* 1871) und Agnes Fahrnberger, geb. Stiebel (* 1872), besuchte nach der Volksschule die Gebirgsbauernschule Gaming und war bis 1937 als Landwirt am elterlichen Hof in Stixenlehen bei Göstling tätig. Fahrnberger wurde der Berufstitel Ökonomierat verliehen. Er leistete ab 1943 Militärdienst und geriet in britische Kriegsgefangenschaft, aus der er 1946 zurückkehrte. Nach dem Zweiten Weltkrieg war Fahrnberger von 1948 bis 1970 als Gemeinderat in Göstling aktiv, zudem übte er von 1950 bis 1965 das Amt des Vizebürgermeister aus. Fahrnberger war des Weiteren zwischen 1957 und 1972 Bezirksbauernkammerobmann und hatte verschiedene Funktionen in landwirtschaftlichen Organisationen inne. Zwischen dem 4. Juni 1959 und dem 20. November 1969 vertrat er die ÖVP im Niederösterreichischen Landtag.

## Auszeichnungen
- 1970: Silbernes Komturkreuz des Ehrenzeichens für Verdienste um das Bundesland Niederösterreich[1]